# Konsequenz
Konsequenz (aus lateinisch consequentis, „in richtiger Folge stehend, folgerichtig“) wird in der Logik die aus einem Grund resultierende zwingende Folgerichtigkeit oder in der Umgangssprache die Beharrlichkeit oder Beständigkeit des Handelns bezeichnet. Gegensatz ist die Inkonsequenz.

## Allgemeines
Meyers Konversations-Lexikon verstand 1896 darunter die „notwendige Folge von etwas, dann auch Folgerichtigkeit im Gegensatz zur Inkonsequenz“. Je nach Kontext müssen „Konsequenzen getragen werden“ (Bestrafungen, Sanktionen) oder ein Handeln wird als „konsequent“ (folgerichtig) charakterisiert.

## Logik
In der Logik ist bei der Schlussfolgerung die logische Konsequenz das Ziel, beim logischen Beweis die Wahrheit der Urteile. Das, was aufgrund eines anderen bejaht oder verneint wird, ist die Folge, und der zwingende Gedankenzusammenhang zwischen Grund und Folge wird logischer Zusammenhang oder Konsequenz genannt.

## Erkenntnistheorie
Ist eine Schlussfolgerung unlogisch, spricht man in der Erkenntnistheorie von einem Fehlschluss. Thomas Grundmann stellt hierzu fest, dass, wenn jemand einen Fehlschluss begeht, er diese Konsequenz nicht hätte ziehen dürfen, sondern die logisch zwingende Konsequenz hätte vorziehen müssen.

## Erziehungswissenschaften
Erzieherische Konsequenz bezeichnet in den Erziehungswissenschaften pädagogisch angemessene, spürbare Folgen (Konsequenzen) zum Verhalten eines Kindes, insbesondere lernwirksame Belohnungen für gutes Bemühen, lehrsame Erfahrungen und eine Vermittlung von Erfahrung durch verständliche Worte und Hinweise. Nicht dazu gehören unangemessene Folgen (schädigende Konsequenzen, als hart angesehene Strafen oder auch Konsequenzen, die mit dem Verhalten des Kindes in keinem für das Kind ersichtlichen Zusammenhang stehen). Erzieherische Konsequenz bezeichnet andererseits eine Art des Umgangs mit dem Kind, die auf als angemessen angesehenen Folgen aufbaut und das Ziel verfolgt, die Persönlichkeitsentwicklung des Kindes zu fördern und Streitigkeiten und Konflikte in Grenzen zu halten.

## Philosophie
Formallogisch beschrieben ist eine Konsequenz eine Beziehung zwischen im einfachsten Fall zwei Sätzen, etwa: wenn {\displaystyle A} der Fall ist, dann muss oder wird vermutlich oder kann {\displaystyle B} der Fall sein. Die Beziehung zwischen den durch die Sätze {\displaystyle A} und {\displaystyle B} beschriebenen Sachverhalten kann eine logische Notwendigkeit sein, aber auch z. B. eine metaphysische Notwendigkeit oder eine durch Naturgesetze bzw. physikalische Gesetze beschriebene Ursachen-Folgen-Beziehung (siehe Kausalität).
Unter dem Stichwort Akrasia (Handeln wider besseres Wissen; also inkonsequentes Handeln) wird der Fall diskutiert, dass eine Person eine Handlung ausführt, obwohl sie eine alternative Handlung für (wenigstens oberflächlich rational betrachtet) besser hält. Ein klassisches Beispiel ist das Essen von Süßigkeiten, obwohl die betroffene Person weiß, dass sie damit ihrer Gesundheit schadet und sie eigentlich auf ihre Gesundheit achten will.

## Psychologie
In der Psychologie wird als Konsequenz die Stetigkeit des Wollens und Handelns, das strenge Festhalten an den einmal für richtig erachteten Grundsätzen bezeichnet. Charakter wird auch definiert als eine besondere Willensdisposition, die Fähigkeit der festen, sicheren, entschiedenen, einheitlich-stetigen, zähen, andauernden, konsequenten unerschütterlichen Wollens sowie die Fähigkeit, den Willen durch feste Grundsätze zu leiten und hiervon nicht abzuweichen.
Burrhus F. Skinner arbeitete im Rahmen seiner Verhaltensanalyse die Verhaltenskonsequenzen aus. Er zeigte 1938, dass Reaktionen nicht zwingend durch bestimmte Reize ausgelöst werden müssen und dass es systematische Auswirkungen der Häufigkeit der nachfolgenden Konsequenzen auf das gezeigte Verhalten gibt. Verstärkung erhöht die Eintrittswahrscheinlichkeit eines bestimmten Verhaltens, Bestrafung sorgt dafür, dass ein Verhalten mit geringerer Wahrscheinlichkeit auftritt. Dabei können folgende Verhaltenstendenzen auftreten:
| Konsequenz                   | Positive Konsequenz                                                                                | Negative Konsequenz |
| ---------------------------- | -------------------------------------------------------------------------------------------------- | --- |
| Ankündigung einer Konsequenz | positive Verstärkung Verhaltenstendenz: Lob, nachdem ein Schüler seine Hausaufgaben erledigt hat   | direkte Bestrafung Verhaltenstendenz: Tadel wegen schlechtem Benehmens                                                                                      |
| Ausbleiben einer Konsequenz  | indirekte Bestrafung Verhaltenstendenz: Ausschalten des Fernsehens bei Streit um die Fernbedienung | negative Verstärkung Verhaltenstendenz: Bei Streit um Hausaufgaben gibt die Mutter nach, und das Kind geht spielen, ohne die Hausaufgaben erledigt zu haben |

## Rechtswissenschaft
In der Rechtswissenschaft wird der Begriff Rechtsfolge dem Begriff Konsequenz vorgezogen. Eine Rechtsfolge tritt ein, wenn ein Normadressat einen gesetzlich vorgesehenen Tatbestand durch Tun oder Unterlassen erfüllt. Der Tatbestand ist die Beschreibung der Bedingungen, unter der die Rechtsfolge eintritt. Durch Subsumption eines Lebenssachverhalts („Fall“) mit dem Tatbestand einer Vorschrift wird die Rechtsfolge gewonnen. Die Kausalität stellt den Ursache-Wirkungs-Zusammenhang zwischen einer Rechtshandlung und dem durch diese ausgelösten Rechtserfolg her. 
Ein rechtsnormwidriges oder verhaltensnormwidriges Verhalten wird mit Sanktionen bedroht, die als Konsequenzen auf dieses Verhalten vorgesehen sind.

## Sozialwissenschaften
Im Kontext sozialen Handelns spricht man in den Sozialwissenschaften von „Konsequenzen“ im Sinne von positiven oder negativen Sanktionen auf der Grundlage von Normen und Konventionen.